# Lijst van voetbalinterlands Duitsland - Luxemburg
Deze lijst van voetbalinterlands is een overzicht van alle officiële voetbalwedstrijden tussen de nationale teams van (West-)Duitsland en Luxemburg. De landen speelden tot op heden dertien keer tegen elkaar. De eerste ontmoeting, een kwalificatiewedstrijd voor het Wereldkampioenschap voetbal 1934, werd gespeeld in Luxemburg op 11 maart 1934. Het laatste duel, een vriendschappelijke wedstrijd, vond plaats op 27 mei 2006 in Freiburg. Voor het Duits voetbalelftal was dit een oefenwedstrijd in de aanloop naar het Wereldkampioenschap voetbal 2006.

## Wedstrijden
| №  | Plaats      | Datum             | Competitie           | Wedstrijd                  | Uitslag |
| -- | ----------- | ----------------- | -------------------- | -------------------------- | ------- |
| 1  | Luxemburg   | 11 maart 1934     | WK 1934 kwalificatie | Luxemburg – Duitsland      | 1 – 9   |
| 2  | Luxemburg   | 18 augustus 1935  | Vriendschappelijk    | Luxemburg – Duitsland      | 0 – 1   |
| 3  | Berlijn     | 4 augustus 1936   | OS 1936              | Duitsland – Luxemburg      | 9 – 0   |
| 4  | Krefeld     | 27 september 1936 | Vriendschappelijk    | Duitsland – Luxemburg      | 7 – 2   |
| 5  | Luxemburg   | 21 maart 1937     | Vriendschappelijk    | Luxemburg – Duitsland      | 2 – 3   |
| 6  | Neurenberg  | 20 maart 1938     | Vriendschappelijk    | Duitsland – Luxemburg      | 2 – 1   |
| 7  | Differdange | 26 maart 1939     | Vriendschappelijk    | Luxemburg – Duitsland      | 2 – 1   |
| 8  | Essen       | 23 december 1951  | Vriendschappelijk    | West-Duitsland – Luxemburg | 4 – 1   |
| 9  | Luxemburg   | 20 april 1952     | Vriendschappelijk    | Luxemburg – West-Duitsland | 0 – 3   |
| 10 | Luxemburg   | 31 oktober 1990   | EK 1992 kwalificatie | Luxemburg – Duitsland      | 2 – 3   |
| 11 | Leverkusen  | 18 december 1991  | EK 1992 kwalificatie | Duitsland – Luxemburg      | 4 – 0   |
| 12 | Mannheim    | 5 juni 1998       | Vriendschappelijk    | Duitsland – Luxemburg      | 7 – 0   |
| 13 | Freiburg    | 27 mei 2006       | Vriendschappelijk    | Duitsland – Luxemburg      | 7 – 0   |
| 14 | Sinsheim    | 10 oktober 2025   | WK 2026 kwalificatie | Duitsland − Luxemburg      |         |
| 15 | Luxemburg   | 14 november 2025  | WK 2026 kwalificatie | Luxemburg − Duitsland      |         |

## Samenvatting
| Competitie        | Totaal gespeeld | Winst Duitsland | Gelijk | Winst Luxemburg | Doelsaldo Duitsland – Luxemburg |
| ----------------- | --------------- | --------------- | ------ | --------------- | ------------------------------- |
| WK-kwalificatie   | 1               | 1               | 0      | 0               | 9 − 1                           |
| EK-kwalificatie   | 2               | 2               | 0      | 0               | 7 − 2                           |
| Olympische Spelen | 1               | 1               | 0      | 0               | 9 − 0                           |
| Vriendschappelijk | 9               | 8               | 0      | 1               | 35 − 8                          |
| Totaal            | 13              | 12              | 0      | 1               | 60 − 11                         |

Wedstrijden bepaald door strafschoppen worden, in lijn met de FIFA, als een gelijkspel gerekend.

## Details

### Twaalfde ontmoeting
| Duitsland | 7 – 0 | Luxemburg |
| Ulf Kirsten 6' Jürgen Klinsmann 15' Thomas Helmer 28' Ulf Kirsten 46' Oliver Bierhoff 57' Oliver Bierhoff 71' Christian Ziege 83' | goals |           |